# Schubkopwever
De schubkopwever (Sporopipes frontalis) is een zangvogel uit de familie Ploceidae (wevers en verwanten).

## Verspreiding en leefgebied
Deze soort telt 2 ondersoorten:
- S. f. frontalis: van Mauritanië, Senegal en Gambia tot Eritrea en Ethiopië.
- S. f. emini: zuidelijk Soedan, Oeganda, Kenia en Tanzania.